# Mariusz Sieniewicz
Mariusz Sieniewicz (ur. 3 sierpnia 1972 w Olsztynie) – polski prozaik, felietonista i dramatopisarz. Od września 2017 dyrektor Miejskiego Ośrodka Kultury w Olsztynie.

## Życiorys
W 1987 roku podjął naukę w Technikum Elektronicznym w Olsztynie, gdzie w 1992 zdał maturę. Od 1992 roku studiował filologię polską w Wyższej Szkole Pedagogicznej (WSP) w Olsztynie, a następnie w od 1994 do 1995 na Uniwersytecie Warszawskim. W 1995 był twórcą i następnie został redaktorem naczelnym olsztyńskiego pisma literacko-kulturalnego Portret (do 2009). Na łamach tego pisma zamieszczał do 2002 artykuły i wywiady oraz organizował happeningi. W 1997 uzyskał magisterium w WSP w Olsztynie i następnie pracował do 2005 na stanowisku asystenta w Katedrze Literatury Współczesnej oraz w Katedrze Dziennikarstwa i Komunikacji Społecznej na WSP (od 1999 Uniwersytet Warmińsko-Mazurski, UWM). W 2000 roku był stypendystą miasta Olsztyna w dziedzinie literatury. W 2001 brał udział w festiwalu młodej prozy „Tekstylia” w Krakowie. Przygotowywał dla lokalnych radiostacji audycje: Ucho do wycierania Portretu w Polskim Radiu Olsztyn, Kulturalne misie w uniwersyteckim radiu UWM FM. W 2004 otrzymał 3-miesięczne międzynarodowe stypendium w ramach projektu Homines Urbani, przyznane przez Willę Decjusza oraz Instytut Książki w Krakowie.
Debiutował w 1991 opowiadaniem Łysość zamieszczonym w piśmie literacko-kulturalnym Teraz my?. Artykuły, recenzje, felietony, opowiadania i fragmenty powieści publikował m.in. od 1995 do 1999 w Borussii, od 1997 do 1999 w PAL Przeglądzie Artystyczno-Literackim, od 1999 do 2001 w Warmii i Mazurach oraz w FA-art (2000/03), Metropolu (2000/02), Dekadzie Literackiej (2001, 2005 i  2009), Gazecie Olsztyńskiej (2003/04), Krytyce Politycznej (2004/05), Gazecie Wyborczej (2005, 2007 i 2010), Twórczości (2008), Polityce (2009/12 i 2014), Śląskich Studiach Polonistycznych (2013), a także w prasie rosyjskiej i litewskiej. We wrześniu 2005 podjął pracę w Teatrze im. S. Jaracza w Olsztynie jako asystent dyrektora do spraw programowych.
Opublikował osiem książek: powieści Prababka, Miasto Szklanych Słoni (Wawrzyn – Literacka Nagroda Warmii i Mazur), Czwarte niebo, Rebelia (te dwie były nominowane do Paszportu Polityki oraz Nagrody Literackiej Nike), Spowiedź Śpiącej Królewny, Walizki hipochondryka (Wawrzyn – Nagroda Czytelników) oraz zbiór opowiadań Żydówek nie obsługujemy (nominowany do Paszportu Polityki i uhonorowany tytułem "Książki Wiosny 2005" Poznańskiego Przeglądu Nowości Wydawniczych). Jego najnowszą powieść Plankton została wydana w czerwcu 2017 roku w Wydawnictwie Znak. Był jednym z pomysłodawców Międzynarodowego Festiwalu Teatralnego „Demoludy”. Wspólnie z Joanną Wilengowską założył pismo literackie Portret. Jego prozę zalicza się do tzw. Prozy Północy. Laureat II Konkursu Dramaturgicznego "Strefy Kontaktu", zorganizowanego przez Wrocławski Teatr Współczesny. Twórca "kursu samoobrony językowej". Mieszka w Olsztynie, w latach 2014/16 był kierownikiem Sceny Margines w Teatrze im. Stefana Jaracza. Na podstawie jego twórczości wystawiono cztery spektakle: Wszystkim Zygmuntom między oczy!!! (Teatr Polski we Wrocławiu), Żydówek nie obsługujemy (Teatr Jaracza w Olsztynie), Spowiedź Śpiącej Królewny (Teatr Jaracza w Olsztynie), Rebelia (Teatr Śląski w Katowicach), Miasto Szklanych Słoni (Teatr im. Adama Mickiewicza w Częstochowie).
13 września 2017 wygrał konkurs na stanowisko dyrektora Miejskiego Ośrodka Kultury w Olsztynie, największej instytucji kulturalnej w regionie.

## Proza
- Prababka, "Portret", Olsztyn 1999.
- Czwarte niebo, WAB, Warszawa 2003.
- Żydówek nie obsługujemy, WAB, Warszawa 2005 (opowiadania).
- Rebelia, WAB, Warszawa 2007.
- Miasto Szklanych Słoni, "Znak", Kraków 2010.
- Spowiedź Śpiącej Królewny, "Znak", Kraków 2012.
- Walizki hipochondryka, "Znak", Kraków 2014.
- Plankton, "Znak", Kraków 2017.

## Twórczość dramatopisarska
- Bar Świętej Krewety, 2016.
- Pidżamowcy, 2017.